# Mirosternus lanaiensis
Mirosternus lanaiensis är en skalbaggsart som beskrevs av Perkins 1910. Mirosternus lanaiensis ingår i släktet Mirosternus och familjen trägnagare. Inga underarter finns listade i Catalogue of Life.